# الهادي نويرة
محمدالهادي نويرة (1911-1993)، سياسي تونسي شغل منصب الوزير الأول بين 1970 و1980.

## مرحلة النضال

### دراسته
ولد في 5 أبريل 1911 بمدينة المنستير لأسرة ميسورة وتلقى تعليمه الابتدائي بمسقط رأسه إلا أنه لم يتمكن من مواصلة تعليمه بالمدرسة الصادقية بالعاصمة فتابع تعليمه الثانوي بمدينة سوسة حيث انجذب إلى كرة القدم وانضم إلى صفوف النجم الرياضي الساحلي. انتقل للعيش بفرنسا حيث تحصل على شهادة البكالوريا بباريس سنة 1931.

### نضاله السياسي

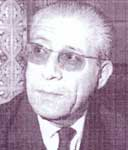
الهادي نويرة

حضر في 1934 تأسيس النواة الأولى للحزب الحر الدستوري الجديد رفقة الحبيب بورقيبة (الذي كان عضوا في الديوان السياسي للحزب) وقد أصبح نويرة عضوا ناشطا في الحزب وعرفت عنه توجهاته اللبرالية.
انتقل مجددا إلى فرنسا حيث تابع دراسته وأحرز على الإجازة في الحقوق.
واصل في الآن ذاته نشاطه السياسي بالانضمام إلى جمعية الطلبة المسلمين بشمال إفريقيا وتأسيس لجنة الدفاع عن الحريات بتونس والتي شغل منصب أمانتها العامة.
بعد عودته إلى تونس تعرض للاعتقال نظرا لنشاطه السياسي وأودع سجن تونس المدني ثم سجن تبرسق ثم نفي إلى فرنسا رفقة بورقيبة وناشطين آخرين. عاد إلى تونس في فيفري 1943 إلا أنه نفي مجددا إلى إيطاليا وقد ساهمت فترات سجنه في تقريبه من بورقيبة. برز منذ 1949 كمفاوض معتدل إلا أنه تعرض للاعتقال مجددا ونفي إلى الجنوب التونسي في أفريل 1952 بعد رفضه المشاركة في حكومة صلاح الدين البكوش ثم أخضع للإقامة الجبرية في 1953.

## مناصبه

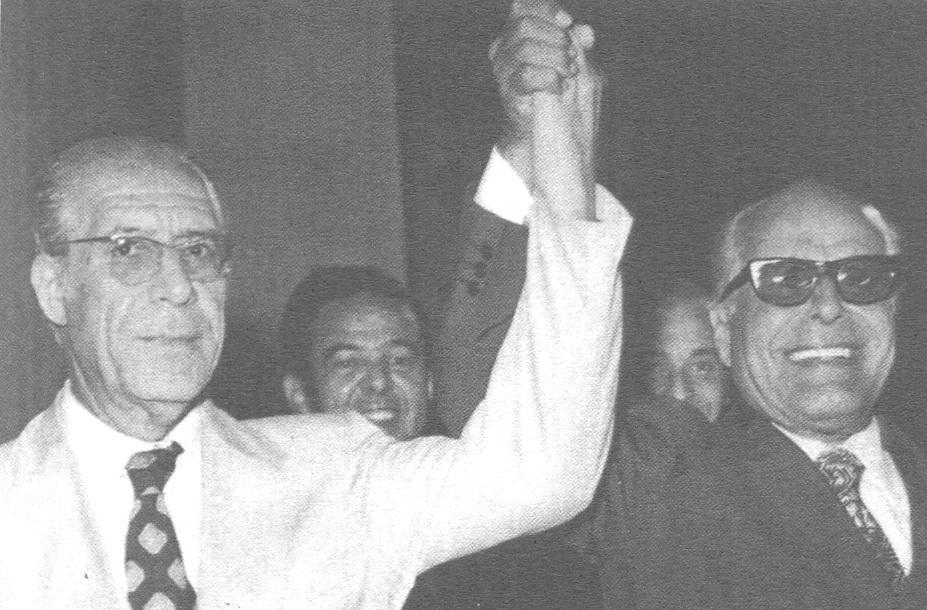
نويرة صحبة الرئيس بورقيبة أثناء مؤتمر الوضوح للحزب الاشتراكي الدستوري عام 1974.

بعد إطلاق سراحه أصبح في أوت 1954 وزيرا للتجارة في حكومة الطاهر بن عمار ثم وزيرا للمالية في حكومة الحبيب بورقيبة الذي كلّفه بإنشاء البنك المركزي التونسي الذي شغل به منصب المحافظ منذ تأسيسه في 1958 إلى 1970.
نظرا لفشل التجربة التعاضدية التي قادها الوزير أحمد بن صالح، وسعي بورقيبة نحو الانفتاح الاقتصادي، عيّن نويرة وزيرا أولا في 1970 وكلفه بمهمة إعادة هيكلة الاقتصاد الوطني. شغل نويرة المنصب لعشر سنوات تميزت بنجاح اقتصادي كبير وتحسن للأوضاع الاجتماعية إلا أن هذه العشرية شهدت بوادر الأزمة السياسية وخصوصا في ما يتعلق بالعلاقة بين السلطة والاتحاد العام التونسي للشغل.
غادر الهادي نويرة الحياة السياسية نهائيا في 23 أفريل 1980 بعد إصابته بجلطة دماغية وقد ترك صورة حسنة في الأوساط الشعبية التونسية لحنكته خصوصا في الميدان الاقتصادي ونجاحه في ادخال الاقتصاد التونسي في اقتصاد السوق بأسلوب واع ومدروس وتحقيق نسب نمو هامة.
توفي في 25 جانفي 1993 ودفن بمسقط رأسه بالمنستير. سمي باسمه الشارع الذي يقع فيه مقر البنك المركزي، والشارع الرئيسي لمنطقة حي النصر.
تم وضع صورته على ورقة 50 دينار ابتداء من تاريخ 28 أفريل 2022.

## مقالات ذات صلة
- قائمة الوزراء الأولين (تونس)

## روابط خارجية
- الهادي نويرة على موقع مونزينجر (الألمانية)